# Альтернативный рок
Альтернати́вный рок (также известен как альтернативная музыка, альт-рок или просто альтернатива; англ. alternative rock) — жанр рок-музыки, сформировавшийся из музыкального андеграунда 1980-х и ставший популярным в 1990-е и 2000-е годы. В данном случае слово «альтернатива» подразумевает антитезу мейнстримовой рок-музыке. Первоначально термин имел ещё более широкое значение, им описывали поколение музыкантов, объединённых определёнными взглядами, музыкальным стилем либо просто независимыми идеалами панк-рока, заложившего в конце 1970-х основу для альтернативной музыки. Периодически термин «альтернатива» использовался в качестве универсального описания музыки андеграундных рок-исполнителей, которые получили мейнстримовую известность, либо любой другой музыки, считавшейся производной от панк-рока.
Альтернативный рок — собирательное понятие для музыки, содержание которой значительно разнится в плане звучания, социального контекста и региональных особенностей. К концу 1980-х журналы, самиздат, а также студенческое и «сарафанное радио» существенно расширили популярность жанра среди мейнстримовой аудитории, подчеркнув разнообразие альтернативного рока, широкий спектр его музыкальных сцен и стилей, таких как готик-рок, джэнгл-поп, нойз-поп, инди-рок, инди-поп, гранж, индастриал, альтернативный хип-хоп и рэп-рок. Большинство этих поджанров было популярно лишь короткое время, но несколько альтернативных групп, таких как Hüsker Dü и R.E.M., впоследствии заключили контракты с мейджор-лейблами. Однако коммерческий успех большей части этой субкультуры был несравненно ниже, чем у других рок- и поп-музыкантов того времени. Бо́льшая часть коллективов оставалась неизвестна массовому слушателю и выпускала свои записи на инди-лейблах, не получая большой ротации на популярных радиостанциях, телевидении или в газетах. Только после прорыва Nirvana и стремительной популяризации гранжа и брит-попа в 1990-х альтернативный рок стал частью музыкального мейнстрима, и многие альтернативные группы добились успеха среди массовой аудитории.
К концу десятилетия популярность жанра пошла на спад — гранж и брит-поп стали нишевыми направлениями, а музыкальный фестиваль Lollapalooza, считавшийся квинтэссенцией альтернативного рока, не проводился несколько лет подряд. Тем не менее постгранж нашёл отклик среди публики и пользовался умеренным коммерческим успехом, в лице групп Creed и Matchbox Twenty; также популярности добились некоторые пост-брит-поп коллективы, такие как Coldplay и Radiohead. Одним из самых известных ответвлений альтернативного рока в 2000-х стал жанр эмо, впоследствии этот термин был применён ко множеству исполнителей, некоторые из них записали очень успешные альбомы. В период конца 1990-х — начала 2000-х сформировалось несколько альтернативных групп, внёсших большой вклад в сохранение интереса к жанру, таких как The White Stripes, The Strokes, Arcade Fire, Franz Ferdinand и Interpol, звучание которых было навеяно музыкой постпанка и нью-вейв. В начале и середине 2000-х коммерческим успехом пользовались коллективы новой волны Modest Mouse и The Killers.

## Происхождение термина
Прежде чем термин «альтернативный рок» укоренился в массовом обиходе — приблизительно к 1990 году — музыку, которую он характеризовал, называли множеством различных терминов. В 1979 году Терри Толкин применил обозначение «альтернативная музыка», к группам, о которых он писал в своих публикациях. В том же году на радиостанции KZEW (Даллас) в ночном эфире начала выходить передача, посвящённая музыке новой волны «Rock and Roll Alternative». В то же время на протяжении 1980-х годов в США использовался термин «колледж-рок», описывающий музыку, востребованную на вузовских радиостанциях и популярную среди студентов. В Великобритании под воздействием субкультуры панка появились десятки частных лейблов звукозаписи, чьих создателей вдохновляли идеи DIY. По словам основателя одного из таких издательств (Cherry Red Records), журналы NME и Sounds публиковали свои чарты на основе данных небольших музыкальных магазинов под названием «Alternative Charts». Первый национальный чарт, базирующийся на продажах этой сети — Indie Chart, — был опубликован в январе 1980 года; он сразу же стал катализатором успеха независимых издательств. В то время термин «инди» использовался в буквальном смысле, чтобы описать независимо выпускающиеся записи. Однако уже к 1985 году «инди» стал применяться для описания конкретного жанра или группы поджанров, а не просто статуса дистрибуции.
Использование термина «альтернатива» для описания рок-музыки началось около середины 1980-х годов; на тот момент самыми распространёнными терминами в музыкальной индустрии, обозначающими ультрасовременную музыку, являлись «нью-вейв» и «пост-модерн», подразумевающие новизну стиля и возвращение к актуальному звучанию прошлого соответственно. Люди, работавшие диджеями и промоутерами в 1980-х, утверждают, что термин берёт своё начало от американского FM-радио 1970-х, которое выступало в качестве прогрессивной альтернативы классическому радио-формату Top-40. Оно транслировало более длинные песни и предоставляло диджеям бо́льшую свободу в выборе композиций. Впоследствии один из них вспоминал: «Каким-то образом этот термин [альтернатива] получил второе рождение в 80-х, благодаря резидентам вузовского радио, использовавшим его для обозначения постпанка, инди или любой андерграундной музыки».
Первоначально термин подразумевал материал, намеренно записанный в андеграундном (не мейнстримовом) стиле и не подверженный влиянию «хэви-метал-баллад, утончённого нью-вейва» и «мощных танцевальных гимнов». Однако обиходное использование термина позволило существенно расширить его значение, включив такие жанры, как поп, панк-рок, постпанк, а иногда и колледж-рок и инди-рок. Песни этих жанров составляли репертуар т. н. «коммерческих альтернативных радиостанций» того времени, например, KROQ-FM (Лос-Анджелес). Использование термина получило дальнейшее развитие благодаря успеху фестиваля Lollapalooza, после того как его основатель — и фронтмен группы Jane's Addiction — Перри Фаррелл ввёл ещё одно схожее словосочетание — «альтернативная нация» (англ. Alternative Nation). В конце 1990-х определение «альтернативы» стало более конкретным. Так, в 1997 году публицист газеты The New York Times Нил Страусс охарактеризовал альтернативный рок как «жёсткий рок с нервными гитарными риффами, вдохновлёнными музыкой 1970-х, и фронтменами, страдающими от своих проблем, пока те не достигают эпических масштабов».
Зачастую сложно определить статус произведения как альтернативный, поскольку термин имеет два противоположных значения. Альтернатива может представлять собой музыку, бросающую вызов статусу-кво — «яростно крамольную, антикоммерческую и антимейнстримовую», однако термин также используется в музыкальной индустрии, чтобы обозначить «выбор, доступный потребителям с помощью магазинов аудиозаписей, радио, кабельного телевидения и интернета». Альтернативная музыка парадоксальным образом стала столь же коммерческим и востребованным рынком, как и мейнстримовый рок — звукозаписывающие компании использовали этот термин для продажи продукта аудитории, которую не охватывали более массовые стили. В книге «Alternative Rock» Дэйв Томпсон отмечает возникновение группы Sex Pistols, а также релиз альбомов Horses Патти Смит и Metal Machine Music Лу Рида в качестве трёх ключевых событий, сформировавших данный жанр. До последних лет (начало 2000-х), когда наиболее распространённым термином в США для описания современной поп-музыки и рока был «инди-рок», этот термин и понятие «альтернативный рок» часто использовались как синонимы; хотя эти жанры объединяет ряд аспектов, инди-рок считается британским термином, а альтернативный рок — более американским.

### Характеристика
По существу, термин «альтернативный рок» служит обобщающим понятием для андеграундной музыки, которая возникла в середине 1980-х, после снижения интереса к панк-року. На протяжении большей части своей истории альтернативный рок ассоциировался в значительной степени с отрицанием коммерческих принципов мейнстримовой музыки, хотя эта сторона определения стала спорной с тех пор, как ещё в 1990-е годы ряд альтернативных исполнителей добился международной популярности или заключил контракты с мейджор-лейблами. В течение 1980-х большинство исполнителей альтернативного рока выступало в небольших клубах, записывалось на независимых лейблах и обретало известность благодаря сарафанному радио. По сути, альтернативный рок не имеет какого-либо обобщающего музыкального стиля, хотя в 1989 году редакция New York Times описывала жанр как «в первую очередь гитарную музыку, насыщенную пауэр-аккордами, ярко выраженными звенящими риффами, дисторшном и визгливым фидбэком». Звучание «альтернативы» варьируется от мрачных звуковых гамм готик-рока и бренчащих гитар инди до мелодизма брит-попа и «грязной» гитарной музыки гранжа. Кроме того, одной из характерных особенностей жанра являются тексты бунтарского содержания. С момента становления в 1970-е годы рок-музыки как части массовой культуры альтернатива чаще, чем другие рок-стили, затрагивает темы социальной проблематики, такие как употребление наркотиков, депрессия, самоубийство и защита окружающей среды. Причиной этому было отражение социально-экономического напряжения в Соединённых Штатах и Соединённом Королевстве в 1980-х и начале 1990-х годов.

## История

### 1980-е
По состоянию на 1984 год большинство групп, заключивших контракты с независимыми звукозаписывающими лейблами, черпало вдохновение из классической рок-музыки различных направлений, в особенности 1960-х годов. С этим положением резко контрастировали футуристичность и жёсткий рационализм эпохи постпанка. Постпанк представлял собой новое содружество музыкантов, журналистов, менеджеров и медиа-персон; в числе последних выделялись Джефф Трэвис и Тони Уилсон — основатели лейблов Rough Trade и Factory соответственно, которые внесли большой вклад в производственную и дистрибьюторскую инфраструктуру инди-сцены, набравшей обороты в середине 1980-х годов. Впоследствии некоторые коллективы, игравшие постпанк, добавили в свою музыку больше мелодизма (позаимствовав элементы нью-вейва) и переориентировали своё творчество на американскую аудиторию; среди самых ярких представителей этого направления были New Order (сформированная бывшими участниками Joy Division), U2 и The Cure. Другие, такие как Gang of Four, The Raincoats и Throbbing Gristle, которые в то время не пользовались большим успехом среди поклонников жанра, задним числом воспринимаются как значимые представители постпанк-движения, оказавшие значительное влияние на современную популярную культуру.
Ряд американских исполнителей был постфактум причислен к движению постпанка; так, влияние этого направления выделяют в поздних записях протопанк-коллектива Pere Ubu, а выпущенный в 1977 году дебютный диск группы Television Marquee Moon относят к числу основополагающих альбомов жанра. В свою очередь один из самых влиятельных американских постпанк-коллективов — Mission of Burma — разнообразил его звучание, добавив в экспериментальный контекст своей музыки ритмические инновации из хардкора. Помимо этого, в конце 1970-х в Нью-Йорке сформировалось авангардное движение под названием ноу-вейв, которое стало заметным явлением местной культурной жизни и зачастую рассматривается как американская версия постпанка. Среди его пионеров были такие музыканты как Джеймс Чэнс и Лидия Ланч, которая дала название жанру, заявив в одном из интервью, в ответ на вопрос, играет ли она «new wave»: «Уж скорее no wave!». В тот же период в Мельбурне сформировалась так называемая Little band scene (рус. Сцена маленьких групп), у истоков которой стоял местный коллектив Primitive Calculators. Музыканты этого сообщества внесли весомый вклад в эксперименты со звучанием постпанка. В 1980 году ещё одна мельбурнская группа — The Boys Next Door — переехала в Лондон, где изменила название на Birthday Party, впоследствии эволюционировав в группу Nick Cave and the Bad Seeds и став видными представителями жанра. Постпанк стал мощным источником вдохновения для музыкантов альтернативного рока, которые отмечали разнообразие звучания этого жанра, зеркальным образом отразив интерес исполнителей постпанка к музыке новой волны.
На протяжении 1980-х альтернативный рок оставался андеграундным явлением. Хотя некоторые песни становилась мейнстримовыми хитами, а отдельные альбомы получали высокие оценки со стороны обозревателей популярных музыкальных медиа, таких как Rolling Stone, в основном жанр был представлен независимыми издательствами, фэнзинами и студенческим радио. Для продвижения своего материала альтернативные группы организовывали андеграундные концерты, постоянно гастролировали и регулярно выпускали малобюджетные пластинки. В США вслед за первыми представителями жанра начали формироваться новые группы, в результате чего сложилось обширное андеграундное движение, связывавшее музыкальные сообщества в разных частях страны. Хотя в 1980-е годы американские альтернативные музыканты не достигали высоких финансовых показателей, они оказали значительное влияние на более поздних альтернативных исполнителей и заложили основу для их успеха. К 1989 году жанр стал настолько популярен, что во время совместного американского турне групп New Order, Public Image Limited и The Sugarcubes их выступления проходили на стадионах.
Британский альтернативный рок первоначально отличался от американского большей близостью к канонам поп-музыки (это выражалось равным вниманием к продвижению как альбома, так и синглов, и большей готовностью включать в свою музыку элементы танцевальной и клубной культуры), а также акцентом на специфически британские проблемы в текстах. В результате лишь немногие британские альтернативные группы добились коммерческого успеха в США. Начиная с 1980-х альтернативный рок получил широкую ротацию на британском радио, в частности, он лоббировался такими диджеями как Джон Пил (который продвигал альтернативную музыку на BBC Radio 1), Ричард Скиннер и Энни Найтингейл. Исполнители, которые имели культовый статус в США, как правило, удостаивались более частой ротации на британском радио и внимания в музыкальной прессе, а многие альтернативные группы успешно продвигались в чартах.

#### Американский андеграунд 1980-х
Пионеры американского альтернативного рока — Dream Syndicate, R.E.M., The Feelies и Violent Femmes — комбинировали в своём творчестве панк-рок с фолком и мейнстримовой музыкой. В начале десятилетия наибольшего успеха добилась группа R.E.M. — их дебютный альбом Murmur (1983) вошёл в Top-40 чарта Billboard и повлёк за собой появление многочисленных последователей, игравших джэнгл-поп. Пэйсли-андеграунд (поджанр джэнгл-попа, доминировавший на пластинке) зародился в Лос-Анджелесе в начале 1980-х. В музыкальном плане он представлял собой переосмысление музыки 1960-х и содержал психоделические мотивы, пышные вокальные гармонии, гитарное взаимодействие в стиле фолк-рока, а также влияние панк- и андеграундной музыки, например, The Velvet Underground. В 1980-м был выпущен альбом Remain in Light, на котором группа Talking Heads экспериментировала с фанком, авангардом и афробитом; запись была спродюсирована Брайаном Ино и содержала инновационные приёмы для того времени, такие как использование семплов, лупов и нестандартных инструментов, став чрезвычайно влиятельным релизом.
Американские независимые лейблы — SST Records, Twin/Tone Records, Touch and Go Records и Dischord Records — были инициаторами смещения интереса аудитории от хардкорного панка, который в то время доминировал на андеграундной сцене, к более разнообразным стилям альтернативного рока. Этот сдвиг иллюстрирует история двух групп из Миннеаполиса — Hüsker Dü и The Replacements, стартовавших как панк-рок-коллективы, но вскоре начавших разнообразить звучание, став более мелодичными. По мнению писателя Майкла Азеррада, Hüsker Dü сыграли ключевую роль в переходе от хардкор-панка к более гармоничной, разнообразной музыке колледж-рока, стремительно формировавшейся в тот период. Азеррад писал: «Hüsker Dü сыграли огромную роль в том, чтобы убедить андерграундное сообщество, что мелодизм и панк-рок не исключают друг друга». Hüsker Dü также первыми из американских инди-групп подписали контракт с мейджор-лейблом, тем самым продемонстрировав, что колледж-рок может быть «жизнеспособным коммерческим предприятием». В свою очередь The Replacements, вместо политических проблем сфокусировавшиеся на более проникновенных текстах и игре слов, тем самым положили конец ряду андеграундных канонов; Азеррад отмечал, что «наряду с R.E.M. [The Replacements] были одной из немногих андеграундных групп, которые нравились мейнстримовой аудитории».
К концу 1980-х на американской альтернативной сцене сосуществовало множество разнообразных стилей, от причудливого альтернативного попа (They Might Be Giants, Camper Van Beethoven) до нойз-рока (Sonic Youth, Big Black, The Jesus Lizard) и индастриала (Ministry, Nine Inch Nails). Примерно в то же время появились ещё несколько важных представителей жанра — Pixies (Бостон) и Jane’s Addiction (Лос-Анджелес). Примерно тогда же на Северо-западе США сформировался один из ключевых поджанров альтернативы — гранж, первоначально (до стремительного роста популярности в начале 1990-х) известный как «Саунд Сиэтла». Для гранжа было характерно нечистое, тяжёлое гитарное звучание, которое представляло собой синтез хэви-метала и панк-рока. Характерной особенностью представителей жанра, которых раскручивал главным образом сиэтлский инди-лейбл Sub Pop, была неброская одежда — фланелевые рубашки и армейские ботинки, подходящие для местной дождливой погоды. Первыми среди гранж-коллективов признания критиков добились группы Soundgarden (в США) и Mudhoney (в Великобритании).
Альтернативная музыка — это музыка, которая ещё не достигла мейнстримовой аудитории, альтернатива — это больше не новая волна, это состояние ума. Альтернативная музыка — это любая музыка, у которой есть потенциал привлечь более широкую публику. Она обладает настоящей силой, настоящим качеством, вызывает настоящие чувства, и она должна быть социально значимой, в отличие от Уитни Хьюстон, [творчество] которой представляет собой сентиментальную банальщину.
К концу десятилетия некоторые альтернативные исполнители начали подписывать контракты с крупными лейблами. Хотя первые группы, заключившие такие сделки, — Hüsker Dü и The Replacements — не достигли большого коммерческого успеха, команды, последовавшие их примеру, в частности, R.E.M. и Jane’s Addiction, впоследствии выпустили «золотые» и «платиновые» диски, подготовив почву для последующего прорыва альтернативной музыки. Некоторые группы, например, Pixies, добились огромного успеха за рубежом, в то время как на родине их фактически игнорировали.
В середине 1980-х альбом Hüsker Dü Zen Arcade, темы песен которого были сосредоточены вокруг личных проблем исполнителей, оказал сильнейшее влияние на другие хардкор-группы. Под влиянием этого в Вашингтоне возникло новое направление хардкора, получившее название «эмокор» или «эмо» — его характерной чертой были тексты песен, которые затрагивали личные переживания автора (фронтмены исполняли их очень эмоционально и иногда даже плакали), свободные ассоциативные образы и исповедальная манера. Первой эмо-группой считается вашингтонский коллектив Rites of Spring, а ключевым лейблом для этого направления — Dischord Records, основателем которого был бывший фронтмен группы Minor Threat Иэн Маккей.

#### Британские стили и тенденции 1980-х
Готик-рок появился в конце 1970-х как ответвление британского постпанка. Вскоре жанр обрёл репутацию «самой мрачной и угрюмой формы» андеграундной музыки. Его звучание представляло собой комбинацию гитар и синтезаторов, заимствованную из постпанка, и создавало «гнетущую, депрессивную, зачастую драматичную» атмосферу, а тексты затрагивали темы романтической литературы, религиозной символики, мистики и патологий. Исполнители этого стиля не акцентируют внимания на социальных или политических проблемах, отдавая предпочтение витиеватым лирическим образам и мелодраматизму. Основы направления, как принято считать, были заложены музыкой и текстами постпанк-группы Joy Division. Однако первым произведением собственно в жанре готик-рока называют сингл «Bela Lugosi's Dead» коллектива Bauhaus, выпущенный в 1979 году. В свою очередь «тягостно унылый» триптих группы The Cure — Seventeen Seconds (1980), Faith (1981) и Pornography (1982) — и их magnum opus Disintegration (1989) расцениваются как одни из самых известных произведений жанра и основа культового статуса группы.
Главной британской альтернативной рок-группой, появившейся в 1980-х годах, считается The Smiths из Манчестера. Музыкальный журналист Саймон Рейнольдс выделял The Smiths и их американских современников R.E.M. как «две самые важные альт-рок-группы того времени»; по его словам, они «были группами восьмидесятых только в том смысле, что были против восьмидесятых». Рейнольдс отмечал, что «весь пафос The Smiths был предопределён тем, что их британская аудитория была потерянным поколением, изгоями в собственной стране». Обращение группы к гитарной музыке в период гегемонии синтезаторов рассматривалось экспертами как свидетельство конца эпохи новой волны и прихода в Великобританию альтернативного рока. Несмотря на невысокие достижения в чартах и короткое время существования, The Smiths оказали большое влияние на британскую инди-сцену в конце десятилетия, так как многие музыканты подражали тематике текстов певца Моррисси и гитарной технике Джонни Марра. В 1986 году журнал NME (одно из самых передовых британских музыкальных изданий) выпустил сборник C86, состоящий из композиций групп Primal Scream, The Wedding Present и других альтернативных исполнителей. Он оказал огромное влияние на развитие британской инди-поп, равно как и инди-сцены в целом.
Параллельно в Великобритании развивались ещё несколько форм альтернативного рока. Так, группа The Jesus and Mary Chain объединила в своём творчестве «меланхоличный нойз» The Velvet Underground с поп-мелодиями в духе Beach Boys и продюсированием в стиле «Стена звука». Группа New Order, сформировавшаяся после распада Joy Division, экспериментировала с техно и хаус-музыкой. Параллельно с этим в конце 1980-х сформировался жанр шугейзинг, ключевое влияние на который оказали The Jesus and Mary Chain наряду с Dinosaur Jr., C86 и дрим-попом в стиле Cocteau Twins. Название жанра обыгрывало привычку исполнителей смотреть в пол — точнее, на ноги — из-за необходимости переключения многочисленных педалей эффектов и модуляторов, вместо взаимодействия с аудиторией. Шугейзинг представлял собой музыку, мелодия и вокал в которой уходили на второй план, акцент же делался на длинных, гудящих риффах, дисторшне и фидбэке, которые создавали т. н. «стену звука» — однородный гул, где было невозможно выделить какой-то отдельный инструмент. Представители шугейзинга, такие как My Bloody Valentine и Slowdive, были любимцами британской музыкальной прессы в конце 1980-х наравне с мэдчестерским роком. При этом шугейзинг остался почти незамеченным в США из-за прорыва в тот же период альбома Nevermind и последовавшего за этим гранж-ажиотажа. Однако он доминировал в британских чартах и прессе на протяжении трёх лет — до 1992 года, после чего популярность жанра пошла на спад. Причиной этому послужил успех группы Suede, которая стала своеобразным инициатором волны брит-попа в Великобритании.
Большая часть мэдчестерского течения в рок-музыке вышла из стен манчестерского клуба Haçienda, принадлежавшего группе New Order, и выпускала свои записи на лейбле Factory Records. Мэдчестер был одним из доминирующих музыкальных движений в британском роке конца 1980-х — начала 1990-х годов. Жанр сочетал в себе танцевальные ритмы эйсид-хауса и мелодичную поп-музыку, а также монотонный бит и психоделические мотивы. Материал базировался на стандартных песенных формах, однако его аранжировки и позиционирование были подчёркнуто современными — если в песне присутствовали элементы ретро-поп-музыки, это делалось в форме постмодернистских коллажей. Одними из наиболее ярких представителей этого движения были группы The Stone Roses и Happy Mondays из Манчестера. Стиль The Stone Roses представлял собой традиционные гитарные поп-мелодии, соединённые с «мешковатым» битом, и считался своеобразным переосмыслением поп-музыки 1960-х. В отличие от этой группы, творчество Happy Mondays базировалось на семплах (как и набирающий популярность рэп), группа заимствовала припевы у классических рок-исполнителей, таких как The Beatles и LaBelle, помещая их в контекст мрачных психоделических ритмов. Несмотря на различия в музыкальных подходах, оба коллектива связывал интерес к эйсид-хаусу.
Помимо Happy Mondays и The Stone Roses, новое направление объединило группы со схожим звучанием, такие как The Charlatans и Inspiral Carpets. В течение нескольких лет жанр был чрезвычайно популярен в Великобритании, не последнюю роль в этом сыграла набирающая популярность рейв-культура и ажиотаж вокруг танцевальной музыки в целом. Тем не менее вскоре популярность мэдчестера пошла на спад, основные коллективы испытывали проблемы с сочинением материала. Так, выпущенный спустя пять лет второй альбом The Stone Roses получил неоднозначные отзывы со стороны прессы. Публицист Саймон Рейнольдс объяснил всеобщее разочарование тем, что «в отрыве от культурного контекста, придававшего им смысл, Roses превратились в ещё одну [заурядную] группу». Happy Mondays распались в 1983 году из-за проблем с наркотиками у фронтмена Шона Райдера. Жанр не оказал большого влияния в США за пределами сферы альтернативного движения, однако последователи мэдчестера — группы брит-попа — стали международными звёздами в середине 1990-х.

### Популяризация жанра в 1990-х годах
К началу 1990-х годов крупные представители шоу-бизнеса оценили по достоинству большой коммерческий потенциал альтернативного рока, в связи с чем мейджор-лейблы стали активно привлекать к сотрудничеству представителей этого жанра — многомиллионные контракты были подписаны с группами Jane's Addiction, Red Hot Chili Peppers, Dinosaur Jr., Firehose и Nirvana. В частности, успех R.E.M. стал источником вдохновения для других альтернативных групп в конце 1980-х и начале 1990-х. Американский журнал Spin даже ввёл отдельный термин «Модель R.E.M.», обозначавший карьерные принципы, которыми руководствовалась группа, ставшие примером для других андеграундных исполнителей. В 1990-х R.E.M. выпустили ряд сверхуспешных альбомов и к концу десятилетия стали одной из самых популярных групп в мире. Помимо этого, с альтернативным роком стали экспериментировать известные медийные исполнители. Так, в 1993 году был выпущен альбом U2 Zooropa, созданный под вдохновением андеграундной электронной музыки; в том же году вышел и диск Songs of Faith and Devotion группы Depeche Mode, который, напротив, по большей части опирался на гитарное звучание и тёмный эмбиент, в отличие от предшествовавшего ему Violator, записанного в стиле альтернативного дэнса. Дэвид Боуи выпустил лонгплей 1.Outside, музыка которого была навеяна жанром индастриал, после чего организовал турне Outside Tour, в рамках которого гастролировал с Моррисси и Nine Inch Nails.
Некоторые авангардные исполнители получили дополнительную известность среди аудитории альтернативного рока после того, как стали сотрудничать с представителями этого направления. Например, один из ключевых исполнителей экспериментального рока 1980-х Том Уэйтс поучаствовал в записи песни группы Primus, после чего выпустил альбом Bone Machine, близкий по звучанию к его новаторским дискам Rain Dogs и Swordfishtrombones. Лонгплей был высоко оценён музыкальной прессой и стал лауреатом «Грэмми» как лучший альтернативный альбом. Отдельные представители движения добились популярности за счёт совмещения нескольких жанров, ярким примером является группа Garbage, в чьей музыке сочетались элементы трип-хопа, гранжа, техно, пауэр-попа и шугейзинга.
Огромный успех Nirvana в мейнстримовой среде дал толчок популяризации альтернативного рока в целом у массовой аудитории. Релиз сингла «Smells Like Teen Spirit» из второго альбома группы, Nevermind (сентябрь 1991), «ознаменовал собой рождение феномена гранж-музыки». Из-за постоянной трансляции на MTV музыкального видео на эту песню продажи Nevermind к концу года превысили 400 000 копий. Успех пластинки стал неожиданностью для музыкальной индустрии. Десять лет спустя критик Эрик Олсен писал, что Nevermind не только популяризировал гранж, но и окончательно подтвердил культурную и коммерческую состоятельность всего альтернативного рока. По мнению Майкла Азеррада, Nevermind символизировал «преобразование рок-музыки» — хэйр-метал, доминировавший в роке до этого, стал стремительно терять популярность, уступив место аутентичной и культурно значимой музыке.
Популярность Nevermind заставила коммерческие радиостанции более терпимо относиться к альтернативной музыке, в частности, открыв эфир для более тяжёлых коллективов. Благодаря ошеломительному успеху альбома жанр вышел на авансцену музыкальной жизни — звукозаписывающие компании, сбитые с толку всеобщей истерией, стремились подстроиться под ситуацию и извлечь максимальную выгоду из новой тенденции, борясь друг с другом за исполнителей. В 1993 году газета New York Times посвятила этой ситуации статью: «Альтернативный рок больше не выглядит альтернативным. У каждого крупного лейбла есть несколько групп, ориентированных на гитарную музыку, в бесформенных рубашках и изношенных джинсах, групп с плохой осанкой и хорошими риффами, культивирующих двусмысленность и недосказанность, маскирующих запоминающиеся мелодии шумом и скрывающих мастерство за пофигизмом». Тем не менее многие альтернативные музыканты тяготились популярностью и отвергали успех, так как это шло вразрез с их бунтарской философией, приверженностью идеологии DIY, популярной в жанре до того, как он попал в мейнстрим, и собственными представлениями о художественной честности.

## Стили альтернативного рока

### Гранж
Впоследствии ряд гранж-исполнителей повторил успех Nirvana. Так, группа Pearl Jam выпустила свой дебютный Ten за месяц до релиза Nevermind, однако его продажи начали расти лишь год спустя. Ко второй половине 1992 года Ten получил «золотой» статус и поднялся до второго места в чарте Billboard 200. В свою очередь диски Badmotorfinger (Soundgarden), Dirt (Alice in Chains) и Core (Stone Temple Pilots), а также одноимённая пластинка группы Temple of the Dog — совместного проекта музыкантов из Pearl Jam и Soundgarden — тоже вошли в число ста самых продаваемых альбомов 1992 года. Мейнстримовый прорыв этих гранжевых исполнителей побудил журнал Rolling Stone назвать Сиэтл «новым Ливерпулем», намекая на аналогии с родным городом группы The Beatles, которые были лидерами т. н. «британского вторжения». Большинство сиэтлских групп подписало контракты с крупными лейблами звукозаписи, а в город начался приток групп второй волны в надежде на повторение их успеха.
В то же время критики утверждали, что выход на широкую аудиторию разрушает самобытность гранжа, превращает его в пустышку и дискредитирует жанр. В статье 1993 года газета Entertainment Weekly так высказалась по этому поводу: «Подобной эксплуатации субкультуры не было с тех пор, как СМИ открыли хиппи в 60-е годы». В свою очередь редакция New York Times сравнила «гранжевое помешательство Америки» с массовым маркетингом панк-рока, диско и хип-хопа в предыдущие годы. Из-за своей популярности жанр стал вызывать негативную реакцию в творческой среде Сиэтла. Следующий диск Nirvana In Utero (1993) целенаправленно создавался в более сыром стиле, который басист группы Крист Новоселич описал как «дикий агрессивный звук, настоящая альтернативная запись». Несмотря на утяжеление стиля, диск дебютировал на первом месте чарта Billboard. Второй альбом группы Pearl Jam — Vs. (1993) — также продемонстрировал высокие коммерческие показатели, возглавив Billboard и отметившись тиражом в 950 378 копий в первую неделю релиза.
На волне популярности гранжа материал некоторых британских рок-групп начали сравнивать с этим жанром, иногда даже относя их к нему. Так, ряд музыкальных экспертов усмотрел во втором альбоме группы Manic Street Preachers, Gold Against the Soul, влияние этого стиля. Тем не менее сами музыканты остались недовольны результатом и впоследствии назвали лонгплей своей самой нелюбимой записью из-за отхода от идеалов и воззрений своего первого релиза (близкого к политизированному панку The Clash) и чересчур коммерческого звучания. Однако звучание третьего диска группы — The Holy Bible — уже напрямую сравнивали с последней пластинкой Nirvana, In Utero, подчёркивая схожесть тематического содержания альбомов и их мрачную атмосферу, что крайне раздосадовало музыкантов и что они потом долго оспаривали. Впоследствии группа стала записывать более лёгкий материал, близкий к брит-попу, на что не в последнюю очередь повлияла гибель одного из основных авторов коллектива Ричи Эдвардса в 1995 году.

### Брит-поп
Из-за снижения интереса к мэдчестеру и шугейзингу британские СМИ в начале 1990-х годов в основном уделяли внимание американскому гранжу, отодвигая на второй план местных представителей альтернативной музыки. Реакцией на это стало появление волны новых британских коллективов, чьей целью было «избавиться от гранжа» и «объявить войну Америке», завоевав внимание местной публики и прессы. Новый жанр получил название «брит-поп», и его быстрый расцвет по сути стал британским эквивалентом гранжевого бума. Благодаря его ключевым представителям — Pulp, Blur, Suede и Oasis — альтернативный рок обрёл в Британии массовую популярность и поднялся на верхние строчки местных чартов. В музыкальном плане брит-поп представлял собой наследие британской гитарной музыки 1960-х и 1970-х годов, в особенности ориентируясь на опыт «британского вторжения» (The Beatles, Kinks), модов (The Who, The Small Faces), глэм-рока (Дэвид Боуи, T. Rex, Roxy Music), панка и новой волны (The Jam, The Buzzcocks, Wire, Madness, XTC, Squeeze и Элвис Костелло).
В 1993 году был выпущен дебютный диск группы Suede, который был хорошо встречен прессой и стал своеобразным катализатором движения брит-попа, годом позже последовал релиз ещё более успешных альбомов — Parklife (Blur) и Definitely Maybe (Oasis). В 1995 году популярность жанра достигла своей кульминации в форме так называемой «Битвы брит-попа» — конкуренции за первые места в чартах между группами Blur и Oasis после одновременного релиза их синглов. Blur вышли победителями из этого «поединка», однако уже в том же году Oasis обошли их по популярности, выпустив сверхуспешный альбом (What's the Story) Morning Glory?, занявший третье место среди самых продаваемых дисков в истории Соединённого Королевства и превративший группу в звёзд за океаном. На волне успеха брит-попа было сформировано множество схожих по звучанию коллективов, из которых наибольшей известности добились Elastica, Supergrass, The Verve и The Boo Radleys.

### Инди-рок/поп/фолк
Инди-рок, долгое время бывший не более чем синонимом альтернативного рока в США, стал самостоятельным жанром после прорыва группы Nirvana. Инди-рок преподносился как протест против поглощения мейнстримом альтернативных исполнителей и привлекал музыкантов, которые не желали широкой популярности и относились с настороженностью к мачоистской эстетике шоу-бизнеса. Несмотря на то, что музыканты жанра инди разделяли неприятие коммерциализации, характерное для панк-рока, им не было нужды однозначно противопоставлять себя массовой культуре, поскольку, по устоявшемуся мнению, «и без того практически невозможно совместить разноплановые музыкальные подходы инди-рока с мейнстримовыми тенденциями».
Инди-поп представлял собой более мелодичный, менее шумный и меланхоличный аналог инди-рока. Жанр демонстрирует более мягкую, мелодичную сторону андеграундной музыки, уделяя большее внимание гармониям, аранжировкам и лирике. Инди-поп охватывает множество направлений: от напыщенной оркестровой (чеймбер-поп) и камерной музыки до примитивной простоты тви-попа. Тем не менее для этого жанра в целом характерен приоритет текстов песен, а не звука, и хотя, как и инди-рок, он разделяет панковскую эстетику DIY, для этого направления не характерны нигилистическая философия панка и его грубый звук. В числе самых известных представителей инди-попа фигурируют The Vaselines, Stereolab, Saint Etienne и The Cardigans.
Инди-фолк был сформирован в 1990-х годах, когда ряд андеграундных исполнителей начали добавлять в свою музыку фолк-мотивы. Жанр стал известен благодаря таким музыкантам как Эллиотт Смит и Уилл Олдхэм, но серьёзный интерес к этому направлению последовал только в следующем десятилетии, когда инди-фолком заинтересовались ведущие андеграундные лейблы. В 2000-х жанр расширился и стал охватывать более широкий спектр музыки: от нео-кельтского фолка (The Decemberists) до индейских гармоний (Fleet Foxes). Изменения претерпело также стилистическое содержание музыки, которое стало включать в себя как акустические баллады, так и электрические рок-композиции, тем не менее сохранив неизменным свой фолковый базис. Тем не менее большинство исполнителей инди-фолка сохранили традиционные связи с роком и продолжают выступать на рок-фестивалях.
Такие группы, как Pavement, Superchunk, Fugazi, Porcupine Tree и Sleater-Kinney, а также лейблы Matador Records, Merge Records и Dischord Records доминировали на американской инди-сцене бо́льшую часть 1990-х. В этот же период в Британии выделялись такие коллективы, как Placebo, Stereophonics и Keane. Одним из главных направлений в инди-роке 1990-х был лоу-фай. Движение, которое сосредоточилось на записи и распространении музыки на низкокачественных аудиокассетах, появилось ещё в 1980-е годы, однако было нишевым жанром. Лишь к 1992 году оно обрело популярность в США благодаря группам Pavement, Guided by Voices и Sebadoh. Впоследствии такие исполнители как Бек и Лиз Фэр закрепили успех жанра, став частью мейнстрима. В этот же период среди авторов-исполнителей появилась плеяда женщин, творчество которых было посвящено их внутреннему миру. Помимо вышеупомянутой Лиз Фэр, к их числу можно причислить Линду Томас, Пи Джей Харви (Rid of Me), Тори Эймос (Little Earthquakes), Бьорк (Debut) и Аланис Мориссетт (Jagged Little Pill). Среди сольных музыкантов также выделяется Джефф Бакли, чей единственный лонгплей Grace завоевал высочайшие оценки от музыкальной прессы.

### Готик-рок и дарквейв
Готик-рок является ответвлением постпанка и снискал себе репутацию самого мрачного вида андеграундного рока, хотя в нынешнее время это в большей степени обусловлено визуальной составляющей — театральностью и склонностью исполнителей к чёрным нарядам. По мере роста популярности готик-рока его визуальная составляющая становилась всё более эпатажной (с упором на макияж и стилистически выдержанную одежду), и одновременно эволюционировало звучание. Так, такие коллективы как The Cure, Siouxsie & the Banshees и The Mission UK внесли в свою музыку элементы синти-попа и альтернативного рока, а группы Sisters of Mercy, Fields of the Nephilim и Christian Death, напротив, «утяжелили» звук хэви-металическими элементами. К концу 1980-х годов готик-рок в своём исконном понимании перестал существовать — его музыка приняла новые формы и продолжала влиять на другие поджанры рока. В 1990-х звучание жанра оказало влияние на индастриальную музыку, а также на смежные стили хэви-метала, в том числе блэк-метал и альтернативный метал.
Расширение довольно однообразного готического репертуара в сторону электроники [...] Музыка дарквейва это в меньшей степени „рок“, с упором на „ролл“, для групп этого направления характерны фолковые структуры, приглушённый вокал, эмбиентные эксперименты и синтезированные звуки, что делает их более схожими с движением „шугейзинг“ альт-рока, нежели с панк-направлениями ранней готической музыки.
В 1990-е годы родился дарквейв, который представлял собой гибрид готик-рока с элементами синти— и дрим-попа. Этот стиль, который отличала гораздо более мрачная и утончённая музыка, нежели в схожих поджанрах готического направления, таких как индастриал-дэнс, был сформирован звучанием таких групп, как Clan of Xymox и Psych. Вторая волна дарквейв-исполнителей — Dead Can Dance и In the Nursery — привнесла в жанр оттенки классической музыки и средневековых мотивов, а такие группы как Die Form и Lycia добавили в звучание дарквейва элементы эмбиента и авангарда. В конце 90-х годов новый толчок жанру дали успехи таких коллективов как Black Tape for a Blue Girl и Switchblade Symphony. Хотя некоторые исполнители дарквейва сотрудничали с лейблами Metropolis Records и Cleopatra Records (преимущественно работавшими с индастриалом), главным издателем музыки этого направления стала фирма Projekt Records Сэма Розенталя, выпустившая в начале XXI века наиболее влиятельные записи таких групп как Love Spirals Downwards (этериал-вейв), Unto Ashes (мадригал) и Voltaire (дарк-кабаре). Бо́льшая часть готической музыки так или иначе попадает под определение дарквейва, этот стиль отражён в творчестве Das Ich, Deine Lakaien, Lacrimosa, Goethes Erben, The Cure, Cocteau Twins, Skinny Puppy, Laibach и других готик-групп. Нэнси Килпатрик считает этот жанр американским ответом стилю этериал-вейв, сформировавшемуся в Европе.

### Индастриал
Индастриал представляет собой наиболее грубый и агрессивный сплав рока и электронной музыки. Жанр был сформирован в середине 1970-х на основе экспериментов в области авангардной электронной музыки (т. н. магнитофонной и конкретной музыки, а также опытов с белым шумом, синтезаторами, секвенсорами и др.) и провокативности панка, набирающего популярность в тот период. По мере развития направления его авангардная составляющая становилась менее значительной, акцент смещался на ударные инструменты, перкуссию и динамичный бит в стиле «отбойного молотка». Таким образом индастриал фактически превратился в альтернативу мейнстримовой танцевальной музыке, такой как диско. Характерной особенностью музыки этого жанра являлся резкий, механический, монотонный звук, который отражал тематическое содержание его песен — отчуждение и моральный упадок. Индастриал-группы первой волны — британские Throbbing Gristle и Cabaret Voltaire, а также немецкая Einsturzende Neubauten — организовывали на своих концертах провокационные перформансы, содержащие элементы членовредительства и садомазохизма наряду с использованием тоталитаристских символов и образов. Второе поколение исполнителей — Skinny Puppy, Front 242 и Nitzer Ebb — не́сколько снизило эпатаж, добавив к жёсткому звучанию своих предшественников танцевальные ритмы и тем самым создав основу для стиля, получившего название EBM. Представители этого стиля сосредоточились вокруг таких инди-лейблов как Wax Trax!. С другой стороны, такие группы как Ministry и KMFDM совместили свою музыку с металическими риффами, тем самым добившись успеха среди поклонников хэви-метала конца 1980-х — начала 1990-х. В свою очередь Трент Резнор скомбинировал звучание своего проекта — Nine Inch Nails — c традиционными песенными структурами, а также привнёс в тексты тему личных душевных переживаний, что придало его взаимоотношениям с аудиторией оттенок интимности и сделало из Резнора рок-звезду. Тем не менее, несмотря на успех отдельных индастриал-коллективов у широкой публики, бо́льшая часть этого движения сохранила свой андеграундный статус. На протяжении 1990-х годов индастриал оказывал существенное влияние на развитие альтернативного метала. Однако после того как интерес к индастриал-металу начал снижаться, наиболее популярным стал другой поджанр направления — индастриал-дэнс (термин, введённый для описания творчества группы Cabaret Voltaire), пользовавшийся успехом среди андеграундных коллективов Германии и США. В конце десятилетия многие пионеры индастриала стали экспериментировать с этим стилем.

### Нойз-поп и дрим-поп
Нойз-поп представляет собой поп-музыку с подчёркнуто жёстким и диссонансным звучанием, которого добиваются при помощи искажения звука такими эффектами, как дисторшн и фидбэк. Жанр занимает промежуточное место между бабблгамом и авангардом — на стыке привычного попа и белого шума. Музыка этого стиля, где мелодия звучит на фоне диссонирующих гитарных пассажей, зачастую создаёт у слушателя ощущения сродни наркотическому туману, однако встречаются также яркие и динамичные композиции. Нойз-поп берёт своё начало в 1960-х, когда группа The Velvet Underground экспериментировала с обратной связью и дроуном. Впоследствии наиболее известными из коллективов этого направления стали Sonic Youth и Dinosaur Jr., которые объединили стандартные песенные структуры с многослойными гитарами и дисторшном. Первой подлинной нойз-поп-группой считается The Jesus & Mary Chain, чей новаторский дебютный альбом 1985 года Psychocandy в значительной степени стал ориентиром для всего стиля. Примерно в тот же период была сформирована команда Yo La Tengo, которая стала одним из самых плодовитых коллективов этого жанра. В конце 1980-х нойз-поп стал главным источником вдохновения для британского шугейзинга, исполнители которого ориентировались на более вдумчивые тексты и более изощрённые мелодии. Тем не менее на протяжении 1990-х нойз-поп продолжал оставаться одним из самых влиятельных стилей инди-рок-движения.
Во главу концепции музыки дрим-попа поставлены мелодия и звуковые текстуры, как в инструментальном, так и в вокальном отношении. Для этого жанра характерно обработанное звучание синтезаторов и электрогитар (последних — с эффектом эхо), а также пение вокалистов субтоном. Хотя лидерами жанра считаются Cocteau Twins с их отстранённым электронным звуковым ландшафтом, дрим-поп представляет собой более разнообразное музыкальное направление. Так, в этом направлении выделяются группа Galaxie 500, музыка которых навеяна гитарным роком The Velvet Underground, и My Bloody Valentine, чей первый альбом наполнен громким мелодичным фидбэком на стыке нойз-попа и шугейзинга. В свою очередь, ещё одна ключевая группа движения — Mazzy Star — выделялась на фоне своих коллег элементами психоделического рока. Звучание коллектива характеризовали блюзовые и фолковые гитарные мотивы, пропущенные через эффект фузза, а также отстранённый голос вокалистки, Хоуп Сандовал, наполненный «диссоциативной тоской».

### Постгранж, построк и постхардкор
В течение второй половины 1990-х годов гранж стал вытесняться постгранжем. В музыке многих представителей этого поджанра уже отсутствовали андеграундные элементы прародителя, и в основном они ориентировались уже на мейнстримовую версию гранж — «пользовавшуюся широкой популярностью форму интровертного, серьёзного хард-рока»; многие постгранжевые группы подражали общим принципам звучания и стиля гранжа, «но не обязательно индивидуальным особенностям первоначальных исполнителей». Постгранж являлся более коммерчески жизнеспособным жанром, его адепты снизили количество дисторшна в своей музыке, повысив качество продюсирования для более приемлемого радио-формата. Первоначально термин «постгранж» использовался в качестве презрительного ярлыка по отношению к группам, подражавшим гранжевому звучанию в период, когда жанр был на пике своей популярности. Коллективы называли так, чтобы продемонстрировать вторичность их творчества и подчеркнуть коммерческую сущность постгранжа в сравнении с «подлинным» рок-движением. Группы Bush, Candlebox и Collective Soul причислили к постгранжу фактически в виде оскорбления, по словам публициста Тима Грирсона, «подразумевая, что, не будучи самостоятельным музыкальным движением, они стали расчётливой, циничной реакцией на закономерные стилистические изменения в рок-музыке». В конце 1990-х постгранж видоизменился, что выразилось в появлении таких коллективов как Creed, Shinedown и Nickelback.
Построк был сформирован звучанием альбомов Laughing Stock (Talk Talk) и Spiderland (Slint), выпущенных в 1991 году. В музыкальном плане он заимствовал элементы многих жанров, включая краут-рок, прогрессивный рок и джаз. При этом построк игнорировал или нарушал большинство канонов рока и зачастую содержал компоненты электронной музыки. Название жанра было придумано музыкальным журналистом Саймоном Рейнольдсом в 1994 году и впервые применено к творчеству коллектива Bark Psychosis, вслед за Talk Talk экспериментировавшего с эмбиентом, а широко узнаваемым это направление сделал вышедший в 1996 году альбом Millions Now Living Will Never Die чикагской группы Tortoise. Построк стал лидирующей формой экспериментальной рок-музыки в 1990-х, представители этого жанра заключали контракты с такими лейблами, как Thrill Jockey, Kranky, Drag City и Too Pure. Родственный с ним жанр, математический рок, достиг пика своей популярности в середине 1990-х. По сравнению с построком математический рок содержал больше традиционных для рока элементов и опирался на сложную ритмическую структуру и негармоничные риффы. К концу десятилетия построк вместо интереса стал вызывать у массовой аудитории отрицательную реакцию из-за его «бесстрастной интеллектуальности» и растущей предсказуемости. Новая волна построк-групп, таких как Godspeed You! Black Emperor и Sigur Rós, впоследствии расширила звучание жанра.
В середине 1980-х годов несколько американских групп, творчество которых было вдохновлено DIY-философией и тяжёлым звучанием хардкор-панка, стали родоначальниками постхардкора. Их музыка выделялась на фоне предшественников более сложной структурой и мелодией, как правило, выходившими за рамки канонов классического хардкора, который на Allmusic описывают лозунгом «чем громче и быстрее, тем круче». Группы постхардкора не ограничивались в своём творчестве тремя аккордами, сочиняя мелодии в более креативном ключе, в отличие от резкого и брутального материала оригинального хардкора. Кроме того, многие из вокалистов этого направления часто отходили от традиционных для хардкора скриминга и гроулинга, напевая свои тексты вполголоса. Значительное влияние на формирование данного жанра оказал постпанк конца 1970-х — начала 1980-х годов: Gang of Four, Public Image Limited, Joy Division и Wire. Некоторые ранние коллективы постхардкора, такие как Fugazi и Quicksand, изначально были исполнителями традиционного хардкора, однако с течением времени решили разнообразить своё звучание. Наиболее влиятельные сообщества постхардкора базируются в Чикаго и Вашингтоне, стиль стал особенно популярен в конце первого десятилетия XXI века. Наиболее известными группами этого направления являются Rollins Band, The Jesus Lizard, Jawbox и Enter Shikari, ведущим лейблом — Dischord

### Альтернативный метал
«Как в роке существует альтернатива в виде таких групп как The Replacements и Dinosaur Jr. — так и в метале. Альтернативный метал — это альтернативная музыка, у которой есть драйв. И в наши дни аудитория альтернативного метала может в десять раз превосходить аудиторию остального альтернативного рока, это доказывает Metallica. Jane's Addiction играют мощный вариант арт-метала, навеянный музыкой 1970-х, так же как и группа Soundgarden... Фактически, претенциозные музыкальные эксперименты Black Sabbath и Led Zeppelin сами по себе могут считаться альтернативным металом».
Альтернативный метал рассматривается как синтез альтернативного рока и хэви-метала, однако по мнению некоторых экспертов «альт-метал — это широкое понятие, которое использовалось для описания всего подряд, от Hammerlock и Neurosis до Ministry и Limp Bizkit». По словам Кори Дайтермана из Houston Press, жанр представлял собой «компромисс для тех, для кого [музыка] Nirvana была недостаточно тяжёлой, а [музыка] Metallica — слишком тяжёлой». Согласно ещё одной попытке определения, альтернативный метал изначально был «стилем, объединённым нонконформистским чувством, а не каким-то легко классифицируемым звучанием». Одной из основных характеристик альтернативного метала является искажённый звук в пониженном строе, а также среднетемповые риффы, сыгранные техникой приглушения струн ладонью (т. н. «chug-riffs»), тогда как группы фанк-метала использовали более традиционные риффы. Ещё одной особенностью жанра считается чистый и мелодичный вокал, что выделяет его из ряда других поджанров хэви-метала. Тем не менее более поздние коллективы направления также экспериментировали со скримингом и гроулингом, а голоса некоторых исполнителей ню-метала описывались, как «биполярный вокал» (Korn и Deftones).
Истоки жанра можно проследить в фанк-роке начала и середины 1980-х, когда альтернативные группы, такие как Fishbone, Faith No More и Red Hot Chili Peppers, начали совмещать в своей музыке фанк с хэви-металом, тем самым сформировав фанк-метал. Другие исполнители альтернативного метала начинали свою карьеру с хардкора. Музыкальные эксперты считают пионерами альтернативного метала группы Faith No More, Jane’s Addiction и Soundgarden, причём все три коллектива появились примерно в одно и то же время, комбинируя хэви-метал с другими стилями во второй половине 1980-х и создав своим звучанием музыкальные каноны этого жанра. В течение 1980-х годов основной аудиторией альтернативного метала были поклонники альтернативного рока, так как почти все группы этого направления были выходцами из андеграундной рок-сцены. В свою очередь, появление и популяризация гранжа в начале 1990-х повлияли на рост интереса к альтернативному металу со стороны мейнстримовой аудитории, и вскоре это музыкальное направление стало самым популярным металическим стилем, сохраняя лидирующие позиции на протяжении всего десятилетия.
Хотя ряд исполнителей выражали недовольство по поводу их классификации как альтернативного метала, к этому жанру были причислены многие коллективы смежных стилей. По словам Саби Райс-Кулкарни из Pitchfork Media, «такие коллективы, как Faith No More, Soundgarden, Primus, Helmet, Rollins Band и десятки других изначально продвигались как квази-металические группы. Это стало возможно только в условиях, когда звукозаписывающие компании, журналисты и диджеи колледж-радиостанций начали осознавать, что металическая аудитория была готова к новым, хотя и более необычным вариациям этого жанра». Существенную роль в продвижении альтернативного метала сыграл фестиваль Lollapalooza, на котором в первые годы проведения выступили ключевые коллективы этого движения. Выпущенный в 1993 году альбом Undertow сделал группу Tool лидером альт-металической сцены; успех коллектива, чьё звучание было навеяно прогрессивным металом, в середине 1990-х годов способствовал популяризации других групп этого движения, связанных со смежными поджанрами — индастриал-металом (Nine Inch Nails) и рэп-роком (Rage Against the Machine). Впоследствии многие из корифеев метал-движения 1980-х, выпустили записи, вдохновлённые звучанием альтернативного метала, среди них были такие коллективы как Anthrax, Metallica и Mötley Crüe.
В 1996—1997 годах «волна альтернативного метала во главе с Tool» начала эволюционировать в ню-метал. Это направление представляло собой более агрессивную разновидность альтернативного метала, музыка которой испытывала влияние таких стилей как хардкор-панк, трэш, индастриал и хип-хоп. Это привело к более строгой стандартизации звучания, в отличие от музыки относительно неклассифицируемых альт-металических групп прежних лет. Дебютный альбом группы Korn считается первым релизом в этом жанре; именно после того, как Korn в 1993 году появились на альт-металической сцене, она «трансформировалась в ню-метал, как в своё время колледж-рок стал альтернативным роком». В конце 1990-х — начале 2000-х ню-метал занял лидирующую позицию во всём металическом направлении, преобладая в мейнстриме. Тем не менее многие исполнители, считающиеся частью этого движения, пытались дистанцироваться от такой классификации, что в частности относится к группе Tool. Впоследствии некоторые ню-металические-коллективы ещё больше раздвинули музыкальные границы жанра: так, группа Mudvayne добавила в свою музыку прогрессивные элементы, а материал Deftones содержал отсылки к постхардкору и дрим-попу. При этом ряд исполнителей ню-металического периода — таких, как System of a Down, Godsmack, Karnivool и Deftones — по-прежнему в первую очередь характеризуется как альт-металические группы из-за отсутствия специфических элементов, ассоциирующихся с ню-металом. В 2016 году Джейсон Хеллер из журнала Vice написал: «термин „альтернативный метал“ всё ещё всплывает время от времени, но сейчас смысла в нём не больше, чем в термине „альтернативный рок“. Теперь это пережиток. Однако короткая, смутная эпоха альтернативного метала конца 1980-х — начала 1990-х остаётся символом яркого времени, когда новое нахальное поколение групп, тяготеющих к тяжёлому металу, решило попробовать совершенно разные стили и посмотреть, что получится».

### Альтернативная танцевальная музыка и трип-хоп
Альтернативная танцевальная музыка (в Соединённых Штатах распространены названия «Андеграундный дэнс» или «Альтернативный дэнс») представляет собой сочетание «андеграундных настроений и мелодической песенной структуры альтернативного и инди-рока с электронными ритмами, синтезаторами и/или семплированием и клубной ориентацией танцевальной музыки эпохи пост-диско». Альтернативный дэнс, как правило, опирается на клубную культуру, включая в себя элементы таких стилей как синти-поп, хаус и трип-хоп. Музыканты, работающие в этом жанре, как правило, создают свой индивидуальный стиль, в котором смешаны элементы и других музыкальных направлений. Исполнители альтернативного дэнса оказали значительное влияние на формирование мэдчестера в 1980-е годы, а также трип-хопа и рейв-сцены в 1990-е, как правило, они записывались на независимых лейблах. Пионером этого направления считается группа New Order, в музыке которой сочетался пост-панк с синтипопом в духе Kraftwerk. The Prodigy и The Chemical Brothers, в свою очередь, являются главными представителями альтернативной танцевальной музыки на британской сцене 1990-х годов. Альбом The Fat of the Land The Prodigy является ярким примером жанра. В начале 2000-х годов был введён термин электроклэш, которым описывали музыку таких групп как Fischerspooner и Ladytron, звучание которых было очень схоже с альтернативной танцевальной музыкой из-за сочетания элементов новой волны и электроники.
Музыка трип-хоп совмещает в себе элементы различных музыкальных жанров — смесь экспериментального хип-хопа, джаза, даба, рока, соула и некоторых других. Для трип-хопа характерен довольно медленный темп, отчётливые бас-партии, а также использование семплов старых композиций (преимущественно джазовых, эстрадных и соула). Кроме того, жанр выделяется общей депрессивной атмосферой и отрешённостью вокальных партий. Иногда в качестве вокала используется речитатив, произносимый приглушённым голосом или даже шёпотом. Первые случаи употребления термина «трип-хоп» относятся к 1989 году, хотя в печати термин прижился только пять лет спустя, в обзоре продукции лейбла Mo' Wax Энди Пембертоном из журнала Mixmag. Публицист употребил этот термин, описывая сингл музыканта DJ Shadow «In/Flux»: по его мнению, смешанный темп трека, замедленный бит, странные шумы, акцентированная басовая партия, а также семплы струнных инструментов и человеческих голосов производили впечатление «музыкального трипа». Как музыкальный стиль трип-хоп зародился в окрестностях Бристоля в начале 1990-x, во время взлёта популярности хип-хопа и хаус-музыки. В Бристоле на тот момент уже существовала развитая субкультура любителей реггей и даба. Диджеи, брейкдансеры и художники граффити объединялись в подпольные саунд-системы. Характерной чертой бристольских диджеев было использование размеренных, плавных, «тяжёлых» битов — наследие даб-музыки. Одной из знаковых саунд-систем стала Wild Bunch, в которую, помимо прочих, входили Tricky, Нелли Хупер, Роберт дель Ная, Daddy G, Эндрю Ваулз (последние трое — из Massive Attack). По мере развития культуры трип-хопа стиль отошёл от оригинального «саунд-системного» звучания, сдвинувшись в сторону эйсид-джазa, брейкбита, дабстепа и прочих смежных жанров.
Прорывом жанра в мейнстрим стал дебютный лонгплей группы Massive Attack Blue Lines (1991), ставший чрезвычайно популярным в Великобритании. Следующий альбом Massive Attack, Protection, вышел в 1994 году, закрепив «звёздный» статус коллектива. Помимо этого, в 1994 году состоялся релиз первого альбома Portishead — Dummy. Отличительной чертой этой группы стало сочетание мрачной, построенной на ретро-джазовых семплах инструментальной составляющей в духе ранних Massive Attack и скорбного, хрупкого вокала Бет Гиббонс. В 1995 году Dummy был награждён Mercury Prize. В том же году был выпущен Maxinquaye — дебютный сольный диск Tricky, одного из участников Massive Attack, который закрепил успех жанра в медийном пространстве. Годом позже состоялся релиз новаторской пластинки Endtroducing... DJ Shadow, который был полностью составлен из семплированных композиций. Запись получила восторженные отзывы в музыкальной прессе, где писали, что «автор возвёл семплирование в ранг искусства». В 1998 году вышел ещё один знаковый альбом этого музыкального направления — Psyence Fiction проекта UNKLE, записанный при участии DJ Shadow, а также таких известных вокалистов, как Том Йорк, Ричард Эшкрофт и Йэн Браун. Лонгплей был очень высоко оценён различными музыкальными изданиями; так, рецензент Pitchfork Media подчёркивал: «В то время как большинство электронных записей малоинтересно кому-то, кроме любителей брейкбита и звуковых эффектов в стиле Atari, „Psyence Fiction“ воспринимается и как гениальная страница истории электронной музыки, и как выдающийся поп-альбом». В числе альтернативных групп и исполнителей, на которые повлиял трип-хоп, профильная пресса отмечает NIN, Gorillaz, Travis, The Flaming Lips, Бека, Deftones.

### Рэп-рок и альтернативный хип-хоп
Одной из первых, кто стал комбинировать рок с рэпом в своей музыке, была группа Run-D.M.C., которая совместила в своём дебютном альбоме тяжёлые хард-роковые семплы с хип-хоповым битом, при этом сохранив мелодизм. Группа, ставшая первой ласточкой культурных и музыкальных перемен, получила прозвище «The Beatles от хип-хопа». Run-D.M.C. продолжили экспериментировать с тяжёлым звучанием на своих следующих пластинках, и публицист Стивен Томас Эрлевайн заявил, что второй диск коллектива «звучит жёстче и умнее, чем почти все рок- и метал-записи того времени». В 1986 году группа закрепила успех в кроссовере двух жанров, записав с группой Aerosmith для своего третьего альбома новую версию песни «Walk This Way», которая стала международным хитом и прообразом рэп-рока в его нынешнем виде, по сути, представляя собой первый подобный эксперимент, добившийся мейнстримовой популярности. По мнению ряда экспертов, жанр обрёл свой окончательный вид после релиза альбома Licensed to Ill Beastie Boys — трёх белых музыкантов, которые скомбинировали скрэтчи и семплы из песен Led Zeppelin и Black Sabbath с хип-хоповым битом, став первой рэп-командой, чья пластинка поднялась на вершину чарта Billboard 200. Некоторые публицисты приписывают заслугу формирования основ звучания рэп-рока продюсеру этого альбома — Рику Рубину (также сотрудничавшему с Run-D.M.C.), который продюсировал как исполнителей хип-хопа, так и метал-группы. Впоследствии музыкальное содержание альбома Licensed to Ill легло в основу жанра рэпкор, в числе наиболее известных групп которого фигурируют Crazy Town («Butterfly»), Limp Bizkit (Three Dollar Bill, Yall$), Bloodhound Gang (Hooray for Boobies) и Linkin Park (Hybrid Theory).
Рэп-рок следует отличать от рэп-метала — гибрида хип-хопа и хэви-метала, концепция которого строилась на мощных, резких, тяжёлых риффах, зачастую отодвигающих на второй план скрэтчинг и битбоксы; пионерами рэп-метала были такие группы как Anthrax, записавшая кавер-версию композиции «Bring the Noise» с группой Public Enemy. Рэп-рок звучал более органично, поскольку сохранял в своей основе песенную рок-структуру, за исключением того, что вокалист исполнял речитатив, а ритм базировался на элементах хип-хопа. Зачастую разница между рэп-роком и рэп-металом минимальна, так как в основе обоих стилей лежат громкие гитары и бит. Основное различие заключается в более органичном, интегрированном звуке рэп-рока, что продемонстрировал один из самых именитых альбомов этого жанра — Devil Without a Cause Кида Рока. В свою очередь одной из самых влиятельных пластинок рэп-метала считается дебютный диск группы Rage Against the Machine, который оказал мощнейшее влияние на развитие жанра в 1990-х. Ещё одним из пионеров направления является хэви-метал-группа Body Count, основателем которой был рэпер Ice-T.
Термин «альтернативный хип-хоп» был придуман музыкальными публицистами для описания исполнителей, записывающих рэп-материал вне традиционных стереотипов этого жанра. В рамках альтернативного хип-хопа отмечались музыканты, экспериментировавшие с широким спектром стилей: от фанка и поп-рока до джаза, соула, регги и фолка. Одним из первых в этой области отметился джазовый трубач Майлз Дэвис, который записал альбом Doo-Bop, где интегрировал свои инструментальные импровизации поверх хип-хопового бита. Этот диск был отмечен премией «Грэмми» и получил мейнстримовую популярность. Впоследствии ряд представителей этого направления, в том числе Arrested Development и The Fugees, получил широкую известность, хотя бо́льшая часть исполнителей альтернативного хип-хопа известна прежде всего в андеграундном сегменте. Тем не менее этот стиль впоследствии стал популярен среди мейнстримовых рэперов за счёт своей экспериментальной составляющей. Так, альбомы в данном жанре записывали такие артисты, как OutKast (Stankonia), Cypress Hill (Black Sunday), M.O.P. (Handle Ur Bizness), а также Mystikal, который считается пионером хардкор-рэпа.

### Другие стили
В 1990-е годы было сформировано движение квиркор — его ядром были группы, в которых фигурировали музыканты-представители ЛГБТ-сообщества. Среди этих коллективов были такие, как God Is My Co-Pilot, Pansy Division, Team Dresch и Sister George. Их творчество было вдохновлено музыкой панков-гомосексуалов раннего поколения, таких как Джейн Каунти, Phranc и Рэнди Тёрнер, а также коллективов наподобие Nervous Gender, The Screamers и Coil. Звучание квиркора охватывает различные стили панка и альтернативы, а в его текстах часто поднимаются темы предрассудков, гендерной самоидентификации, сексуальной идентичности и прав личности.
В 1993 году второй альбом группы The Smashing Pumpkins Siamese Dream стал одним из рок-событий года, показав высокие коммерческие показатели и завоевав популярность у массового слушателя. Благодаря сильному влиянию хэви-метала и прогрессивного рока — основных составляющих AOR-радиостанций 1970-х годов — на звучание пластинки, треки из Siamese Dream стали попадать в эфир мейнстримового радио, тем самым постепенно стерев границу между этими жанрами и альтернативой в менталитете обывателей. Спустя два года состоялся релиз Mellon Collie and the Infinite Sadness, который был признан одним из лучших двойных альбомов, выпущенных за долгое время. Звучание пластинки было ещё более экспериментальным и содержало элементы различных музыкальных жанров: рока, гранжа, новой волны, электронной, классической и поп-музыки.
Начало 1990-х стало периодом возрождения интереса к панк-року, который был выведен в мейнстрим благодаря популяризации его поджанра — поп-панка. В 1994 году группа Green Day выпустила пластинку Dookie, которая стала хитом, разойдясь тиражом более 9 миллионов копий всего за два года (причём только в США). Диск Bad Religion Stranger than Fiction также нашёл своего слушателя и получил «золотую» сертификацию на родине группы. Другие калифорнийские панк-группы также начали добиваться мейнстримовой популярности, выпуская свои записи на независимом лейбле Epitaph Records, ставшем своеобразной площадкой для местного поп-панка в целом. Так, только за 1994 год на нём были выпущены альбомы Let’s Go (Rancid), Punk in Drublic (NOFX) и Smash (The Offspring), каждый из которых был продан тиражом более 500 000 экземпляров. Важную роль в популяризации поп-панка сыграли телеканал MTV и лос-анджелесская радиостанция KROQ-FM, хотя NOFX отказались передавать MTV свои видео, тем самым подчеркнув приверженность истокам жанра.
В этот же период, после почти десятилетнего пребывания в андеграунде, в Соединённых Штатах стал популярен ска-панк — смесь более ранних британских ска- и панк-исполнителей. Rancid стала первой группой из т. н. «Третьей волны ска-ривайвла», которая добилась массовой популярности. К 1996 году прочие коллективы этого стиля — Mighty Mighty Bosstones, No Doubt, Sublime, Goldfinger, Reel Big Fish, Less Than Jake и Save Ferris — также начали занимать высокие места в чартах и появляться в радиоэфире. Первым альбомом этого движения, завоевавшим широкую популярность, был диск группы Rancid — …And Out Come the Wolves (1995), получивший «золотой» статус на родине музыкантов. Выпущенный год спустя лонгплей Sublime одноимённой группы был отмечен «платиновым» сертификатом. Исполнители австралийской панк-сцены 1990-х — Frenzal Rhomb (скейткор) и Bodyjar (поп-панк) — помимо локальной популярности оказали мощное воздействие на ска-сцену Японии.
Помимо уже перечисленного, на альтернативной сцене был распространён термин «сэдкор», которым журналисты описывали альтернативные группы с мрачной, медленной музыкой и депрессивными текстами. Сэдкор представлял собой свободное определение и не был привязан к какому-то конкретному поджанру инди-музыки. Тем не менее газета LA Weekly выделяла в этом стиле певицу Шарлин Маршалл, называя её «Королевой Сэдкора». В Японии был чрезвычайно популярен visual kei, звучание которого вобрало в себя опыт таких направлений, как хардкор, альтернативный рок или трэш/дет-метал, а сам жанр во многом ориентировался на западную андеграундную сцену. Среди наиболее заметных коллективов этого движения выделялись X Japan, Buck-Tick и Malice Mizer. Британская группа The Mekons, соединив в своём творчестве панк-рок с музыкой кантри, оказала значительное влияние на развитие альтернативного кантри. В США Jason & the Scorchers, Meat Puppets и Social Distortion развили традиции этого жанра в отдельное направление — кантри-панк.

## Снижение популярности
К концу десятилетия популярность альтернативного рока снизилась из-за ряда событий, в частности, гибели Курта Кобейна в 1994 году и судебной тяжбы группы Pearl Jam против американского концертного промоутера Ticketmaster, который, по сути, запретил коллективу выступать на многих крупных концертных площадках страны. В дополнение к спаду популярности гранжа, интерес аудитории также терял брит-поп, так как третий альбом Oasis, Be Here Now (1997), не оправдал ожидания публики и получил низкие оценки от музыкальной прессы, а Blur перестроили своё звучание в русле американского альтернативного рока. Ещё одним показателем снижения популярности альтернативы был перерыв в проведении фестиваля Lollapalooza, после неудачной попытки организаторов найти хэдлайнера для мероприятия 1998 года. Журнал Spin так прокомментировал проблемы фестиваля: «Lollapalooza впала в такую же кому, как и весь альтернативный рок в нынешнее время».
Несмотря на снижение популярности альтернативного рока в целом, интерес широкой публики к некоторым его представителям сохранялся. Так, постгранж в начале 2000-х по-прежнему оставался коммерчески жизнеспособным жанром, и такие коллективы как Creed и Matchbox Twenty стали одними из самых популярных рок-групп в Соединённых Штатах. На фоне общего упадка популярности брит-попа группа Radiohead достигла пика в своей музыкальной карьере, получив признание публики и очень высокие оценки критиков за альбом OK Computer (1997), а также последующие свои пластинки — Kid A (2000) и Amnesiac (2001), которые резко контрастировали с традиционализмом брит-попа. Radiohead, наряду с работавшими в жанре пост-брит-поп группами (в частности Travis и Coldplay), занимали ведущие позиции на британской рок-сцене в следующем десятилетии.
В середине 1990-х группа Sunny Day Real Estate стала одной из определяющих в жанре «эмо», став для многих синонимом этого направления в целом; большое влияние на этот стиль оказала также пластинка Pinkerton (1996) группы Weezer. К 2000 году эмо стал одним из самых популярных жанров рок-музыки, сохраняя высокий интерес публики на протяжении всего первого десятилетия нового века. Большого коммерческого успеха достигли диски Bleed American (Jimmy Eat World) и The Places You Have Come to Fear the Most (Dashboard Confessional). Новая волна эмо была гораздо популярнее, нежели коллективы 1990-х, особенно среди подростков. Впоследствии использование термина «эмо» переросло пределы музыкального жанра, став ассоциироваться с модой, стрижками и любой музыкой, выражающей эмоции. Термин использовался критиками и прессой в отношении широчайшего спектра исполнителей, включая группы, публиковавшиеся миллионными тиражами — такие как Fall Out Boy и My Chemical Romance, — и их полные противоположности — Paramore и Panic! at the Disco, несмотря на то, что сами они не позиционировали себя как эмо.

## Нынешнее время
В конце 1990-х — начале 2000-х появилось несколько альтернативных рок-групп, таких как Franz Ferdinand, Interpol, The Rapture, Black Rebel Motorcycle Club, Snow Patrol и The National, которые черпали вдохновение из музыки постпанка и новой волны — все они стали частью движения, названного постпанк-ривайвлом. Практически в тот же период ню-метал занял лидирующую позицию во всём металическом направлении, преобладая в мейнстриме, все ключевые коллективы этого жанра — Korn, Limp Bizkit, Linkin Park, Slipknot — добились коммерческого успеха. На инди-сцене особо выделялись группы The Strokes и The White Stripes — первая выпустила крайне влиятельный дебютный диск Is This It, а три последних альбома второй стали лауреатами премии «Грэмми», тем самым подняв интерес ко всему направлению в целом. На фоне успеха этих групп новый поток альтернативных исполнителей (помимо представителей постпанк-ривайвла, это были: Modest Mouse, The Killers и Yeah Yeah Yeahs) обрёл мейнстримовую популярность в начале и середине нулевых годов. В 2002 году был выпущен ещё один знаковый лонгплей десятилетия — альбом Up the Bracket группы The Libertines, который критики называли британским ответом диску The Strokes и которому приписывали заслугу в возрождении интереса к гаражному року. В конце декады журнал NME поставил эту пластинку на 2-е место в списке лучших записей нулевых после альбома Is This It. Кроме того, The Libertines называли группой, которая «вернула инди-рок с небес на землю», тем самым отмечая, что коллектив сломал «барьер между сценой и аудиторией — впервые со времён The Smiths».
В 2004 году газета Entertainment Weekly так прокомментировала успех инди-групп: «После десятилетия доминирования рэп-рока и ню-метала мейнстримовый альт-рок наконец-то вновь встал с колен». На фоне этих событий некоторые альтернативные коллективы вели успешную гастрольную деятельность, выступая на огромных площадках перед многомиллионной аудиторией. Среди них были Linkin Park, Muse и Foo Fighters, а также американская группа Thirty Seconds to Mars, которая стала особенно популярной во второй половине десятилетия. Помимо этого, ренессанс переживали некоторые ветераны жанра: так, Red Hot Chili Peppers упрочили звание одной из самых успешных альтернативных групп США, выпустив в 1999 году культовую пластинку Californication — самую коммерчески успешную в своей дискографии, и на протяжении всего следующего десятилетия благополучно поддерживали этот статус. Во второй половине нулевых популяризации альтернативной сцены способствовали релизы таких коллективов, как The Black Keys, The Vines, Queens of the Stone Age, The Hives, Paramore, Kings of Leon, Arcade Fire, Kasabian, а также Arctic Monkeys — последние были признаны «самой важной группой текущего поколения», их дебютный диск сразу же завоевал репутацию «современной классики», а методика его продвижения с помощью черновых версий песен через интернет была названа некоторыми СМИ «революционной». В конце десятилетия был выпущен дебютный альбом группы Hurts, который также получил высокие оценки со стороны прессы. В 2010-х поддержке интереса к инди-сцене способствовали такие исполнители, как Wilco, Phoenix, Vampire Weekend, Alabama Shakes, Bon Iver, Cage the Elephant, St. Vincent, Death Cab for Cutie, The Last Shadow Puppets, MGMT, Hot Chip, The xx и Tame Impala.
В 2007 году одна из ключевых групп инди-сцены — Radiohead — объявила о выпуске своего альбома In Rainbows в формате «Pay-what-you-want» (рус. плати сколько хочешь), став первым медийным коллективом, предложившим подобную идею распространения записей. Музыкальные эксперты назвали такой шаг «революцией в сфере шоу-бизнеса», подчёркивая, что «Radiohead тем самым ознаменовала наступление новой эпохи в мировой музыке, когда музыканты и исполнители устанавливают прямой контакт с поклонниками, минуя обязательные ранее компании звукозаписи». Идею поддержал Трент Резнор из Nine Inch Nails, который выпустил по такой же схеме пластинку The Slip. Несмотря на то, что ряд музыкантов поддержал новую маркетинговую схему, большинство коллег Radiohead, в том числе по инди-сцене, раскритиковали такое решение. В дальнейшем Radiohead больше не пользовались подобной маркетинговой схемой. Фронтмен группы Том Йорк в 2013 году фактически высказывал сожаление об этой идее: «Мы были погружены в интернет уже во времена „Kid A“. Мы, правда, думали, что это может быть великолепным способом для связи и общения». По словам Йорка, тогда им казалось, что они «ниспровергают корпоративную музыкальную индустрию», однако затем он высказывал опасения, что они играли на руку Apple, Google и им подобным, и идея привела исключительно к перераспределению капиталов от одних корпораций к другим.
В большинстве случаев при ссылках на современную альтернативную рок-музыку в Соединённых Штатах используется термин «инди-рок», который до этого редко использовался среди альтернативных медиа. Несмотря на противоречивые точки зрения относительно актуальности альтернативного рока и рок-музыки в целом для мейнстримовой аудитории после 2010 года, Дэйв Грол на странице Foo Fighters в «Твиттере» так прокомментировал статью газеты New York Daily News, в которой высказывалось мнение, что жанр мёртв: «Говорите только за себя… Как по мне, [альтернативный] рок скорее жив, чем мёртв».

## Альтернативный рок в СССР и России
Альтернативный рок в России начал формироваться в конце 1980-х годов. В СССР к жанру альтернативного рока причислялись либо экспериментальные рок-команды («ДК», «Звуки Му», «Центр», «Коллежский Асессор», «Стук Бамбука в XI часов», «Поп-механика»), либо некоторые нововолновые или постпанковые коллективы («Nautilus Pompilius», «АукцЫон», «Гражданская оборона», «Аквариум», «Агата Кристи», «Мумий Тролль», «Ногу Свело» и другие). Одними из самых ярких представителей советского андеграунда были такие независимые исполнители, как Янка Дягилева и Александр Башлачёв, творчество которых зачастую описывают как фолк-панк. В 1984 году была образована группа «Дым костра», позже переименованная в «Монумент страха» и исполнявшая музыку на стыке постпанка, нойз-рока и индастриала. В 1990 году Алексей (Макет) Дегтярь сформировал коллектив под названием «Иванов-даун», звучание которого представляло собой хаотичную и атональную музыку, в тот же период был записан единственный альбом московской группы «Вой», близкий по звуку к жанру фьюнерал-дум-метал.
В 1991 году в Ленинграде был открыт первый и до 1994 года единственный рок-клуб западного образца «Там-Там», во многом копировавший знаменитый андеграундный клуб CBGB. По мнению создателя DIY-лейбл «Карма Мира Records» Кирилла Михайлова, «вся питерская инди-музыка вышла из „Там-Тама“, это место задало вектор развития». Завсегдатаями заведения были такие коллективы, как «Кенгуру», «Сказы леса», «Нож для фрау Мюллер» и «Маркшейдер Кунст». Несмотря на своё недолгое существование, сцена клуба породила целую плеяду влиятельных альтернативных музыкальных групп, которых до сих пор обозначают термином «поколение Там-Тама».
После распада СССР попытки создать «альтернативное звучание» одной из первых предприняла группа «Дубовый Гаайъ», игравшая в стиле рэпкор и трип-хоп, используя элементы нойз-рока (альбом «Stop killing dolphins») и неопсиходелии (альбом «Синяя лирика № 2»). В свою очередь группа «Никогда не верь хиппи» экспериментировала с музыкой в духе The Smiths, а коллектив под названием «Югендштиль» вдохновлялся постпанком и готической волной, близкой по звучанию к британскому ансамблю Bauhaus. В 1992 году была образована группа «Соломенные еноты», которая отличалась радикальным лоу-фай-звучанием и записывала материал в таких жанрах, как инди-рок и постпанк. В 1993 году начал выступать Веня Д’ркин, записывающий акустическую гитарную музыку и ставший одной из центральных фигур поколения — по словам лидера группы «Станция Мир» Владимира Кожекина, «он был последним, кого переписывали на кассетах». В тот же период начала обретать известность питерская группа «Химера», ставшая центральной командой клуба «Там-Там»; коллектив обладал чрезвычайно самобытным стилем и по мнению многих критиков являлся одной из самых необычных групп в истории российской независимой альтернативной музыки.
Я сформировал своё определение андеграунда — это то, что существует независимо от формации. В советское время считалось, что андеграунд — то, что существует вопреки системе, подавляющей барьеры. [...] Построение нового андеграунда 90-х было попыткой восстановить культурный слой, чтобы люди ощутили радость игры для маленькой аудитории себе подобных. То есть тех, кто понимает правила игры. Потому что только в таком случае эта игра становится взаимообогащающей, происходит натуральный обмен идеями, энергией.
Окончательно русский альтернативный рок сформировался только в середине 1990-х, когда появились такие группы, как «Tequilajazzz», «I.F.K.», «Кирпичи», «МЭD DОГ», «The Console», «Jazzlobster», «Crocodile T.X.», «M.C.D.EAD», «Epilepsy Bout», «Джан ку», «МашнинБэнд», «Бычий цепень». Музыка этих групп различалась между собой, но их объединяла непохожесть на традиционный русский рок и популярную музыку того времени. «Дубовый Гаайъ», «Кирпичи» и «Lumen» были первыми, кто стал совмещать рок-музыку с рэпом. Экс-солиста «Дубового Гаая» Дельфина, который и в дальнейшем творчестве использовал рок и рэп, также причисляют к жанру альтернативы. Из более поздних альтернативных групп следует отметить такие коллективы, как «[AMATORY]», «Психея», «Слот», «7000$», «Animal ДжаZ», «Небо Здесь», «Год змеи», «Jane Air», «Tracktor Bowling», исполняющих альтернативный рок с примесями хип-хопа, «Линия», группу «7раса», играющую постгранж, комбинирующих электронику и инди, Ocean Jet, и группы «Морэ & Рэльсы» и «Мои ракеты вверх», исполняющие экспериментальный инди-рок. Из русских построк-групп выделяются «Verticals», «Silence Kit», «Я Слева Сверху» (I Am Above On The Left) и «Los Bananas». В панк-среде стала популярна группа «Lumen», комбинирующая панк-рок с альтернативой, а среди эмокидов — группа «Neversmile», играющая смесь альтернативного рока с постхардкором. В свою очередь, инди-музыка была представлена такими командами, как Краснознамённая дивизия имени моей бабушки, Pompeya, Narkotiki, а также, отчасти, проектом Gruppa Skryptonite.
Русскому альтернативному року был посвящён телеканал A-One, позже расширивший свою тематику так, что она начала включать альтернативный рэп, и ставший в большей степени хип-хоп-каналом (закрыт 31 мая 2016 года). Одним из первых российскую альтернативную сцену стал освещать журнал Fuzz, ныне существующий в виде веб-сайта.
Группы альтернативного рока и альтернативного метала в России часто называют одним словом — «альтернатива» — и не разделяют между собой.

## Ключевые релизы
Список базируется на основе списков сайтов DigitalDreamDoor и Sputnikmusic, а также рейтинга сайта AllMusic.
| Список релизов              | Список релизов                                  | Список релизов | Список релизов                   | Список релизов           | Список релизов                   |
| Исполнитель                 | Название                                        | Год выпуска    | Жанр                             | Лейбл                    | Рейтинг Allmusic                 |
| --------------------------- | ----------------------------------------------- | -------------- | -------------------------------- | ------------------------ | -------------------------------- |
| The Velvet Underground      | The Velvet Underground & Nico                   | 1967           | Арт-рок, протопанк               | Verve Records            | Альбом (англ.) на сайте AllMusic |
| Лу Рид                      | Metal Machine Music                             | 1975           | Нойз, авангардный рок            | RCA Records              | Альбом (англ.) на сайте AllMusic |
| Патти Смит                  | Horses                                          | 1975           | Арт-рок, протопанк               | Arista Records           | Альбом (англ.) на сайте AllMusic |
| Television                  | Marquee Moon                                    | 1977           | Постпанк, арт-панк               | Elektra Records          | Альбом (англ.) на сайте AllMusic |
| Sex Pistols                 | Never Mind the Bollocks, Here’s the Sex Pistols | 1977           | Панк-рок                         | Virgin Records           | Альбом (англ.) на сайте AllMusic |
| Joy Division                | Unknown Pleasures                               | 1979           | Постпанк, готик-рок              | Factory Records          | Альбом (англ.) на сайте AllMusic |
| Talking Heads               | Remain in Light                                 | 1980           | Авангардный рок, постпанк        | Sire Records             | Альбом (англ.) на сайте AllMusic |
| The Feelies                 | Crazy Rhythms                                   | 1980           | Постпанк, джэнгл-поп             | Stiff Records            | Альбом (англ.) на сайте AllMusic |
| Black Flag                  | Damaged                                         | 1981           | Хардкор-панк                     | SST Records              | Альбом (англ.) на сайте AllMusic |
| R.E.M.                      | Murmur                                          | 1983           | Джэнгл-поп, колледж-рок          | I.R.S. Records           | Альбом (англ.) на сайте AllMusic |
| R.E.M.                      | Automatic for the People                        | 1992           | Альтернативный рок               | Warner Bros.             | Альбом (англ.) на сайте AllMusic |
| Cocteau Twins               | Treasure                                        | 1984           | Этериал-вейв, дрим-поп           | 4AD Records              | Альбом (англ.) на сайте AllMusic |
| Minutemen                   | Double Nickels on the Dime                      | 1984           | Постпанк, хардкор-панк           | SST Records              | Альбом (англ.) на сайте AllMusic |
| The Replacements            | Let It Be                                       | 1984           | Альтернативный рок               | Twin/Tone Records        | Альбом (англ.) на сайте AllMusic |
| Hüsker Dü                   | Zen Arcade                                      | 1984           | Хардкор-панк, альтернативный рок | SST Records              | Альбом (англ.) на сайте AllMusic |
| Hüsker Dü                   | New Day Rising                                  | 1985           | Пост-хардкор, альтернативный рок | SST Records              | Альбом (англ.) на сайте AllMusic |
| The Jesus and Mary Chain    | Psychocandy                                     | 1985           | Нойз-рок                         | Blanco y Negro Records   | Альбом (англ.) на сайте AllMusic |
| Run-D.M.C.                  | Raising Hell                                    | 1986           | Рэп-рок, хип-хоп                 | Arista Records           | Альбом (англ.) на сайте AllMusic |
| Beastie Boys                | Licensed to Ill                                 | 1986           | Рэп-рок, хип-хоп                 | Def Jam Recordings       | Альбом (англ.) на сайте AllMusic |
| The Smiths                  | The Queen Is Dead                               | 1986           | Альтернативный рок, инди-поп     | Rough Trade Records      | Альбом (англ.) на сайте AllMusic |
| Sonic Youth                 | Daydream Nation                                 | 1988           | Экспериментальный рок            | Enigma Records           | Альбом (англ.) на сайте AllMusic |
| Jane’s Addiction            | Nothing’s Shocking                              | 1988           | Альтернативный метал             | Warner Bros.             | Альбом (англ.) на сайте AllMusic |
| Pixies                      | Surfer Rosa                                     | 1988           | Альтернативный рок, инди-рок     | 4AD Records              | Альбом (англ.) на сайте AllMusic |
| Pixies                      | Doolittle                                       | 1989           | Альтернативный рок, нойз-поп     | 4AD Records              | Альбом (англ.) на сайте AllMusic |
| The Cure                    | Disintegration                                  | 1989           | Готик-рок                        | Fiction Records          | Альбом (англ.) на сайте AllMusic |
| The Stone Roses             | The Stone Roses                                 | 1989           | Инди-рок, мэдчестер              | Silvertone Records       | Альбом (англ.) на сайте AllMusic |
| Faith No More               | The Real Thing                                  | 1989           | Альтернативный метал             | Slash Records            | Альбом (англ.) на сайте AllMusic |
| Depeche Mode                | Violator                                        | 1990           | Альтернативный дэнс              | Mute Records             | Альбом (англ.) на сайте AllMusic |
| Fugazi                      | Repeater                                        | 1990           | Пост-хардкор                     | Dischord Records         | Альбом (англ.) на сайте AllMusic |
| My Bloody Valentine         | Loveless                                        | 1991           | Шугейзинг, нойз-поп              | Creation Records         | Альбом (англ.) на сайте AllMusic |
| Nirvana                     | Nevermind                                       | 1991           | Гранж                            | DGC Records              | Альбом (англ.) на сайте AllMusic |
| Pearl Jam                   | Ten                                             | 1991           | Гранж                            | Epic Records             | Альбом (англ.) на сайте AllMusic |
| Red Hot Chili Peppers       | Blood Sugar Sex Magik                           | 1991           | Фанк-рок                         | Warner Bros.             | Альбом (англ.) на сайте AllMusic |
| Slint                       | Spiderland                                      | 1991           | Построк, математический рок      | Touch and Go Records     | Альбом (англ.) на сайте AllMusic |
| Massive Attack              | Blue Lines                                      | 1991           | Трип-хоп                         | Virgin Records           | Альбом (англ.) на сайте AllMusic |
| Alice in Chains             | Dirt                                            | 1992           | Гранж                            | Columbia Records         | Альбом (англ.) на сайте AllMusic |
| Blind Melon                 | Blind Melon                                     | 1992           | Неопсиходелия, фолк-рок          | Capitol Records          | Альбом (англ.) на сайте AllMusic |
| Pavement                    | Slanted and Enchanteden                         | 1992           | Инди-рок, нойз-поп               | Matador Records          | Альбом (англ.) на сайте AllMusic |
| Rage Against the Machine    | Rage Against the Machine                        | 1992           | Рэп-метал                        | Epic Records             | Альбом (англ.) на сайте AllMusic |
| Stone Temple Pilots         | Core                                            | 1992           | Гранж, альтернативный метал      | Atlantic Records         | Альбом (англ.) на сайте AllMusic |
| Suede                       | Suede                                           | 1993           | Брит-поп, глэм-рок               | Nude Records             | Альбом (англ.) на сайте AllMusic |
| The Smashing Pumpkins       | Siamese Dream                                   | 1993           | Альтернативный рок               | Virgin Records           | Альбом (англ.) на сайте AllMusic |
| Tool                        | Undertow                                        | 1993           | Альтернативный метал             | Zoo Entertainment        | Альбом (англ.) на сайте AllMusic |
| U2                          | Zooropa                                         | 1993           | Альтернативный рок               | Island Records           | Альбом (англ.) на сайте AllMusic |
| Green Day                   | Dookie                                          | 1994           | Поп-панк, панк-рок               | Reprise Records          | Альбом (англ.) на сайте AllMusic |
| Hole                        | Live Through This                               | 1994           | Альтернативный рок               | Geffen Records           | Альбом (англ.) на сайте AllMusic |
| Korn                        | Korn                                            | 1994           | Ню-метал                         | Epic Records             | Альбом (англ.) на сайте AllMusic |
| Manic Street Preachers      | The Holy Bible                                  | 1994           | Альтернативный рок               | Epic Records             | Альбом (англ.) на сайте AllMusic |
| Nine Inch Nails             | The Downward Spiral                             | 1994           | Индастриал-рок                   | Island Records           | Альбом (англ.) на сайте AllMusic |
| Portishead                  | Dummy                                           | 1994           | Трип-хоп                         | Go! Discs                | Альбом (англ.) на сайте AllMusic |
| Soundgarden                 | Superunknown                                    | 1994           | Гранж                            | A&M Records              | Альбом (англ.) на сайте AllMusic |
| Pulp                        | Different Class                                 | 1995           | Брит-поп                         | PolyGram                 | Альбом (англ.) на сайте AllMusic |
| Oasis                       | (What’s the Story) Morning Glory?               | 1995           | Брит-поп                         | Creation Records         | Альбом (англ.) на сайте AllMusic |
| Beck                        | Odelay                                          | 1996           | Альтернативный рок               | DGC Records              | Альбом (англ.) на сайте AllMusic |
| DJ Shadow                   | Endtroducing...                                 | 1996           | Трип-хоп, хип-хоп                | Mo’ Wax                  | Альбом (англ.) на сайте AllMusic |
| Sublime                     | Sublime                                         | 1996           | Ска-панк, регги-рок              | MCA Records              | Альбом (англ.) на сайте AllMusic |
| Tortoise                    | Millions Now Living Will Never Die              | 1996           | Построк                          | Thrill Jockey            | Альбом (англ.) на сайте AllMusic |
| Weezer                      | Pinkerton                                       | 1996           | Эмо, поп-панк                    | DGC Records              | Альбом (англ.) на сайте AllMusic |
| The Prodigy                 | The Fat of the Land                             | 1997           | Альтернативный дэнс              | XL Recordings            | Альбом (англ.) на сайте AllMusic |
| Radiohead                   | OK Computer                                     | 1997           | Альтернативный рок               | Parlophone Records       | Альбом (англ.) на сайте AllMusic |
| Radiohead                   | Kid A                                           | 2000           | Альтернативный рок               | Parlophone Records       | Альбом (англ.) на сайте AllMusic |
| Кид Рок                     | Devil Without a Cause                           | 1998           | Рэпкор, кантри-рок               | Lava Records             | Альбом (англ.) на сайте AllMusic |
| Placebo                     | Without You I’m Nothing                         | 1998           | Альтернативный рок               | Virgin Records           | Альбом (англ.) на сайте AllMusic |
| UNKLE                       | Psyence Fiction                                 | 1998           | Трип-хоп, даунтемпо              | Mo' Wax                  | Альбом (англ.) на сайте AllMusic |
| Deftones                    | White Pony                                      | 2000           | Альтернативный метал, ню-метал   | Maverick Records         | Альбом (англ.) на сайте AllMusic |
| Godspeed You! Black Emperor | Lift Your Skinny Fists Like Antennas to Heaven  | 2000           | Построк                          | Constellation Records    | Альбом (англ.) на сайте AllMusic |
| Linkin Park                 | Hybrid Theory                                   | 2000           | Рэп-метал, ню-метал              | Warner Bros.             | Альбом (англ.) на сайте AllMusic |
| The Strokes                 | Is This It                                      | 2001           | Инди-рок, гаражный рок           | RCA Records              | Альбом (англ.) на сайте AllMusic |
| Coldplay                    | A Rush of Blood to the Head                     | 2002           | Пост-брит-поп                    | Parlophone Records       | Альбом (англ.) на сайте AllMusic |
| The Libertines              | Up the Bracket                                  | 2002           | Панк-рок, гаражный рок           | Rough Trade Records      | Альбом (англ.) на сайте AllMusic |
| The White Stripes           | Elephant                                        | 2003           | Постпанк-ривайвл                 | V2 Records               | Альбом (англ.) на сайте AllMusic |
| Arcade Fire                 | Funeral                                         | 2004           | Инди-рок, барокко-поп            | Rough Trade Records      | Альбом (англ.) на сайте AllMusic |
| Franz Ferdinand             | Franz Ferdinand                                 | 2004           | Инди-рок, постпанк               | Domino Records           | Альбом (англ.) на сайте AllMusic |
| The Killers                 | Hot Fuss                                        | 2004           | Постпанк-ривайвл                 | Universal Records        | Альбом (англ.) на сайте AllMusic |
| Arctic Monkeys              | Whatever People Say I Am, That’s What I’m Not   | 2006           | Постпанк-ривайвл                 | Domino Recording Company | Альбом (англ.) на сайте AllMusic |
| Kings of Leon               | Only by the Night                               | 2008           | Альтернативный рок               | RCA Records              | Альбом (англ.) на сайте AllMusic |
| The xx                      | xx                                              | 2009           | Инди-рок, инди-поп, чилаут       | Young Turks Records      | Альбом (англ.) на сайте AllMusic |